# Don't Trust the B---- in Apartment 23
Don't Trust the Bitch in Apartment 23 es una serie de televisión estadounidense, comedia de situación emitida por la red televisiva ABC, entre los años 2012 y 2013, producida por 20th Century Fox Television, Hemingson Entertainment y ABC Studios. Cuenta la historia de June, interpretada por Dreama Walker, una joven que viaja a la ciudad de Nueva York para encontrar empleo y necesita buscar un apartamento donde vivir, pero su suerte cambia cuando conoce a Chloe, interpretada por Krysten Ritter, quien no es como aparenta ser en realidad y cambiará la vida de June.

## Historia
Una chica joven e ingenua llamada June Colburn se muda a Nueva York para perseguir sus sueños, que en apenas un instante se esfuman. June entonces se ve en la calle sin saber qué hacer. Su suerte parece cambiar cuando consigue trabajo en una cafetería y una compañera de piso llamada Chloe McGruff que parece ser ideal, pero acaba no siéndolo.

## Elenco y personajes
- Krysten Ritter como Chloe McGruff, alias "Bitch in Apartment 23" (La perra del Apartamento 23). Una joven irresponsable, amante de las fiestas, estafadora que se describe a sí misma como alguien que tiene "la moralidad de un pirata".
- Dreama Walker como June Colburn. Recién mudada desde Richmond, Indiana y tras perder su trabajo y quedarse sin departamento, se convierte en la compañera de departamento de Chloe.
- Liza Lapira como Robin. Es una enfermera y fue la previa compañera de departamento de Chloe, y sigue obsesionada con ella.
- Michael Blaiklock como Eli Webber. Un inspector de sanidad de la ciudad y vecino, quien ocasionalmente espía a las muchachas.
- James Van Der Beek como una versión ficticia de su persona, un buen amigo de Chloe, quien está intentando revitalizer su carrera.
- Eric André como Mark el mejor amigo de June y su supervisor en una cafetería donde ella consigue trabajo.
- Ray Ford como Luther Wilson. Es el asistente personal de James Van Der Beek.

### Elenco Secundario
- Eve Gordon como Connie Colburn. Madre de June.
- Peter Mackenzie como Donald Colburn. Padre de June.
- Tate Elington como Steven. Ex prometido de Chloe.
- Rosalind Chao como Pastor Jin. Es la pastora de la Primera Iglesia Coreana Bautista, donde June suele concurrir a misa.
- Dean Cain como él mismo.
- Kevin Sorbo como él mismo.
- David Krumholtz como Patrick Kelly.

## Temporadas
| Temporada | Temporada | Episodios | Emisión original      | Emisión original   |
| Temporada | Temporada | Episodios | Inicio                | Final              |
| --------- | --------- | --------- | --------------------- | ------------------ |
|           | 1         | 11        | 11 de abril de 2012   | 23 de mayo de 2012 |
|           | 2         | 15        | 23 de octubre de 2012 | 13 de mayo de 2013 |